# Floridomanie

Carte topographique de la Floride.

La Floridomanie est un terme faisant référence à un sentiment ou à des objets et des collections d'objets relatifs à l'État de la Floride aux États-Unis d'Amérique, en particulier les objets relatifs à l'histoire de la Floride, la géographie, le folklore et le patrimoine culturel. 
Les objets et thèmes entrant dans la catégorie de floridomanie pourraient inclure des peintures, des estampes, des dessins et des cartes postales représentant l'histoire ou de la culture de la Floride; fiction, non-fiction, la musique et la poésie décrivant ou faisant allusion à l'État; des outils et des équipements couramment utilisés dans l'État, par exemple la pêche et l'équipement de chasse; et les industries qui prévalent dans l'État, par exemple le tourisme, la culture des agrumes, et la production de sucre.
La nostalgie et la passion pour cet État sont souvent des éléments dans l'appréciation de floridomanie.
Une personne attachée à et passionnée par la Floride peut être qualifiée de floridomane ou de floridomaniaque.